# مسیه ۱۰۵
مسیه ۱۰۵(به انگلیسی: Messier 105) (یاM105 و NGC 3379)یک کهکشان بیضوی در صورت فلکی شیر است.این کهکشان در مرکز خود یک سیاه‌چاله کلان‌جرم دارد.